# キサラギ (お笑いコンビ)
キサラギは、かつてワタナベエンターテインメントに所属していた日本のお笑いコンビ。2022年9月30日解散。

## メンバー
富樫 啓郎（とがし ひろお、1987年2月10日（38歳） - ）
ボケ・ネタ作り担当。
山形県鶴岡市出身、身長177 cm。
趣味はサッカー観戦とフットサル、特技はキャベツの千切り（調理師免許持ち）。
持ちネタは堺雅人の演じる半沢直樹のものまね。
同期のハナコが『キングオブコント2018』にて優勝を果たした際、ファイナルステージで披露したコント「捕まえて」は元々富樫の考えたアイディアを基にしたネタ。メンバーの岡部大（かつてのコンビ『エガラモガラ』の解散当初は富樫と組むことを希望していた）と共にネタ作りをしていた時、岡部にコンビでやるつもりだったそのネタを先が膨らませられない悩みと共に話し、その夜に岡部から電話で「あの設定、ハナコにくれないか」と直訴され、熱意に根負けして設定をプレゼントした。後に『A-Studio』（TBSテレビ）で笑福亭鶴瓶がインタビューしたところによると、ハナコが優勝した瞬間は勿論喜んだ一方で心中は複雑だったという。
ハナコのYouTubeチャンネルにて公開されたコント「心霊スポット」に友情出演した。
事務所の先輩・コカドケンタロウ（ロッチ）に貰ったジャケットのポケットの中から相方・中岡創一（ロッチ）と一緒に撮られたプリクラが出てきたのをツイートして、約1万以上RTされた。
解散後は蕎麦職人の修行に入った。

上野 悠介（うえの ゆうすけ、1987年2月27日（38歳） - ）
ツッコミ担当。
埼玉県深谷市出身、身長172 cm。
趣味はサッカー観戦とブログ閲覧、特技はタマネギのみじん切り。
相方・富樫とは同居しているが、富樫から預かった家賃を大家へ支払わずパチンコに注ぎ込んだことを菊田竜大（ハナコ）に暴露された。後にTwitterで富樫から「パチンコではなくスロット」と訂正されている。

## 来歴・芸風
共にワタナベコメディスクール12期出身であり、2010年にコンビ結成。コンビ名は、2人共通の誕生月である2月の別称「如月」が由来。
主にコントを演じ、2013年のキングオブコントでは準決勝進出。頻度は少ないが漫才も行うことがあり、M-1グランプリへの出場経験がある。
2022年9月30日、同日を以てコンビ解散を発表。共に引退し、新たな道に進むことを明かしている。